# Henry Theodore Tuckerman
Henry Theodore Tuckerman (født 20. april 1813, død 17. december 1871) var en amerikansk forfatter, digter og litteratur- og kunstkritiker.